# Cascandite
La cascandite è un minerale.